# 金聖東
金 聖東（キム・ソンドン、1947年11月8日 - 2022年9月25日）は、大韓民国の小説家。忠清南道出身。本貫は新安東金氏。

## 略歴
ソラボル高等学校を中退。1966年に出家したが1976年に還俗した。
1975年「週間宗教」に小説『(목탁조)』が入選し登壇した。1978年『曼荼羅(만다라)』で「韓国文学」の新人賞を受賞。その後、作家自身の体験を基にした『彼岸の鳥(피안의 새)』(1981)、『下山(하산)』(1981)、『沈黙の山(침묵의 산)』(1982)、『王長勝の娘－娑婆世界(왕장승딸-사바세계)』(1984)などを続けて発表した。
主な作品集として『曼荼羅(만다라)』(1979)、『彼岸の鳥(피안의 새)』(1981)、『下山(하산)』(1981)、『赤いボタン(붉은 단추)』(1987)、『家(집)』(1989)、『道(길)』(1994)、『夢(꿈)』(2001)などがある。